# Campeonato Asiático de Taekwondo de 2012
El XX Campeonato Asiático de Taekwondo se celebró en Ciudad Ho Chi Minh (Vietnam) en 2012 bajo la organización de la Unión Asiática de Taekwondo.
En total se disputaron en este deporte dieciséis pruebas diferentes, ocho masculinas y ocho femeninas.

## Resultados

### Masculino
| Evento | Oro                            | Plata                        | Bronce                                                            |
| ------ | ------------------------------ | ---------------------------- | ----------------------------------------------------------------- |
| –54 kg | Park Ji-Woong Corea del Sur    | Japoy Lizardo Filipinas      | Chutchawal Khawlaor Tailandia Ahmad Nabil Indonesia               |
| –58 kg | Lee Dae-Hoon Corea del Sur     | Pen-Ek Karaket Tailandia     | Lê Huỳnh Châu Vietnam Yuma Yamada Japón                           |
| –63 kg | Huang Cheng-Ching China Taipéi | Yaser Ba Matraf Yemen        | Vladislav Khan · Uzbekistán · Zhalgas Bekkassymov · Kazajistán    |
| –68 kg | Alireza Nasr Azadani Irán      | Rohullah Nikpai Afganistán   | Said Gafar Salih Catar Mohamad Abulibdeh Jordania                 |
| –74 kg | Anas Al-Adarbi Jordania        | Seo Jong-Bin Corea del Sur   | Masoud Karimi · Afganistán · Kairat Sarymsakov · Kazajistán       |
| –80 kg | Lee Dong-Eon Corea del Sur     | Masud Hayi-Zavareh Irán      | Christian Dela Cruz Filipinas Qiao Sen China                      |
| –87 kg | Nguyễn Trọng Cường Vietnam     | Jasur Boyqo‘ziyev Uzbekistán | Yabir Yamal Al-Ali · Emiratos Árabes Unidos · Hosein Tayik · Irán |
| +87 kg | Cha Dong-Min Corea del Sur     | Liu Xiaobo China             | Sayad Mardani Irán Elias El-Hidari Líbano                         |

### Femenino
| Evento | Oro                         | Plata                          | Bronce                                                        |
| ------ | --------------------------- | ------------------------------ | ------------------------------------------------------------- |
| –46 kg | Liao Wei-Chun China Taipéi  | Li Zhaoyi China                | Kim So-Hui Corea del Sur Dina Pouryounes Irán                 |
| –49 kg | Yang Shu-Chun China Taipéi  | Đoàn Thị Hương Giang Vietnam   | Chanatip Sonkham Tailandia Park Ji-Hye Corea del Sur          |
| –53 kg | Wu Jingyu China             | Samaneh Sheshpari Irán         | Nila Ahmadi Afganistán Tseng Yi-Hsuan China Taipéi            |
| –57 kg | Tseng Li-Cheng China Taipéi | Hou Yuzhuo China               | Mayu Hamada Japón Dilobar Saydullaeva Uzbekistán              |
| –62 kg | Zhang Hua China             | Chuang Chia-Chia China Taipéi  | Nguyễn Thị Thanh Thảo · Vietnam · Zhadyra Otemis · Kazajistán |
| –67 kg | Chen Yann-Yeu China Taipéi  | Hwang Kyung-Seon Corea del Sur | Liu Qing Macao Fatemeh Ruhani Irán                            |
| –73 kg | Lee In-Jong Corea del Sur   | Rima Ananbeh Jordania          | Feruza Yergeshova · Kazajistán · Kirstie Alora · Filipinas    |
| +73 kg | Nadin Dawani Jordania       | Fei Lulu China                 | Nafiseh Mojlesi Irán Eka Sahara Indonesia                     |

## Medallero
| Núm. | País                   | Oro | Plata | Bronce | Total |
| ---- | ---------------------- | --- | ----- | ------ | ----- |
| 1    | Corea del Sur          | 5   | 2     | 2      | 9     |
| 2    | China Taipéi           | 5   | 1     | 1      | 7     |
| 3    | China                  | 2   | 4     | 1      | 7     |
| 4    | Jordania               | 2   | 1     | 1      | 4     |
| 5    | Irán                   | 1   | 2     | 5      | 8     |
| 6    | Vietnam                | 1   | 1     | 2      | 4     |
| 7    | Afganistán             | 0   | 1     | 2      | 3     |
| 7    | Filipinas              | 0   | 1     | 2      | 3     |
| 7    | Tailandia              | 0   | 1     | 2      | 3     |
| 7    | Uzbekistán             | 0   | 1     | 2      | 3     |
| 11   | Yemen                  | 0   | 1     | 0      | 1     |
| 12   | Kazajistán             | 0   | 0     | 4      | 4     |
| 13   | Indonesia              | 0   | 0     | 2      | 2     |
| 13   | Japón                  | 0   | 0     | 2      | 2     |
| 15   | Catar                  | 0   | 0     | 1      | 1     |
| 15   | Emiratos Árabes Unidos | 0   | 0     | 1      | 1     |
| 15   | Líbano                 | 0   | 0     | 1      | 1     |
| 15   | Macao                  | 0   | 0     | 1      | 1     |
|      | TOTAL                  | 16  | 16    | 32     | 64    |